# 大阪府専修学校一覧
大阪府専修学校一覧（おおさかふせんしゅうがっこういちらん）は、大阪府の専修学校の一覧。

## 国立専修学校

### 吹田市
- 大阪大学歯学部附属歯科技工士学校[1]

## 公立専修学校

### 大阪市

#### 阿倍野区
- 大阪市立デザイン教育研究所[2]

## 私立専修学校
令和6年度（令和6年8月1日現在）大阪府所轄私立専修学校一覧より

### 大阪市

#### 旭区
- 東洋学園高等専修学校
- 東洋きもの専門学校

#### 阿倍野区
- 清風情報工科学院
- 大阪警察病院看護専門学校
- 辻調理師専門学校
- 辻製菓専門学校
- 理容美容専門学校西日本ヘアメイクカレッジ
- 関西社会福祉専門学校
- 関西外語専門学校
- 大阪芸術大学附属大阪美術専門学校

#### 生野区
- 大阪情報コンピュータ高等専修学校
- 大阪自動車整備専門学校
- NRB日本理容美容専門学校
- 大阪教育福祉専門学校

#### 北区
- 関西テレビ電気専門学校
- 大阪コンピュータ専門学校
- 大阪建設専門学校
- 大阪工業技術専門学校
- 専門学校大阪ビジュアルアーツ・アカデミー
- 日本分析化学専門学校
- HAL大阪
- ECCコンピュータ専門学校
- 大阪モード学園
- 上田安子服飾専門学校
- マロニエファッションデザイン専門学校
- 関西経理専門学校
- 専門学校大阪ビジネス・アカデミー
- 大阪YWCA専門学校
- 専門学校大阪ホスピタリティ・アカデミー
- 大原簿記法律専門学校梅田校
- 大原医療福祉製菓専門学校梅田校
- 専修学校クラーク高等学院大阪梅田校
- 行岡医学技術専門学校
- 大阪済生会中津看護専門学校
- 大阪医療技術学園専門学校
- 太成学院大学歯科衛生専門学校
- なにわ歯科衛生専門学校
- 大阪行岡医療専門学校長柄校
- 大阪リハビリテーション専門学校
- 大阪医専
- 平成医療学園専門学校
- 関西医科専門学校
- 近畿医療専門学校
- 辻学園調理・製菓専門学校
- 辻󠄀学園栄養専門学校
- 大阪ベルェベル美容専門学校
- 大阪中央理容美容専門学校
- 大阪調理製菓専門学校ecoleUMEDA
- 大阪総合福祉専門学校
- 専門学校大阪デザイナー・アカデミー
- 大阪総合デザイン専門学校
- ECC国際外語専門学校
- ECCアーティスト美容専門学校
- メディカルエステ専門学校
- 専門学校ESPエンタテインメント大阪
- ミス・パリエステティック専門学校
- 大阪ベルェベルビューティ＆ブライダル専門学校
- 大阪アニメ・声優＆eスポーツ専門学校
- 放送芸術学院専門学校
- 愛甲農業科学専門学校

#### 城東区
- 大阪済生会野江看護専門学校

#### 住吉区
- 関西医療学園専門学校

#### 大正区
- 日本モータースポーツ専門学校大阪校
- 大阪動植物海洋専門学校

#### 中央区
- 独立行政法人国立病院機構大阪医療センター附属看護学校
- 関西美容専門学校
- 高津理容美容専門学校
- 大阪美容専門学校
- ヴェールルージュ美容専門学校
- 大阪外語専門学校
- 大阪バイオメディカル専門学校
- 関西ビューティプロ専門学校

#### 天王寺区
- 大阪電子専門学校
- 大阪情報コンピュータ専門学校
- 日本医療秘書専門学校
- 東朋高等専修学校
- 専修学校クラーク高等学院天王寺校
- 大阪ITプログラミング&会計専門学校天王寺校
- 一般社団法人大阪府歯科医師会附属歯科衛生士専門学校
- 大阪歯科衛生士専門学校
- アイム近畿理容美容専門学校
- ル・トーア東亜美容専門学校
- 大阪社体スポーツ専門学校
- 大阪国際福祉専門学校
- 専修学校夕陽丘予備校
- 大阪法律公務員専門学校天王寺校
- 大阪動物専門学校天王寺校
- 日中文化芸術専門学校
- ESA音楽学院専門学校

#### 浪速区
- 大阪情報ITクリエイター専門学校
- 専門学校エール学園
- 大原簿記法律専門学校難波校
- エール学園ICT校
- 大阪府病院協会看護専門学校
- グラムール美容専門学校
- 小出美容専門学校大阪校
- 代々木ゼミナール大阪南専修学校
- 大原スポーツ＆メディカルヘルス専門学校難波校
- 大原外語観光＆ブライダルビューティー専門学校

#### 西区
- 大阪鉄道・観光専門学校
- 大阪外国語・ホテル・エアライン専門学校
- 大阪テーマパーク・ダンス専門学校
- 大阪歯科学院専門学校
- 大阪府柔道整復師会医療スポーツ専門学校
- 大阪農業園芸・食テクノロジー専門学校
- 創造社デザイン専門学校
- 大阪YMCA国際専門学校
- 大阪スクールオブミュージック専門学校
- OCA大阪デザイン&テクノロジー専門学校
- 大阪ダンス・俳優&舞台芸術専門学校
- 専門学校ヒコ・みづのジュエリーカレッジ大阪
- 大阪スクールオブミュージック高等専修学校
- 大阪ブライダル専門学校
- 大阪ECO動物海洋専門学校
- 大阪ホテル・観光＆ウェディング専門学校

#### 西成区
- 大阪ファッションアート専門学校
- 大阪観光ビジネス学院
- 南大阪看護専門学校

#### 西淀川区
- 修成建設専門学校

#### 東住吉区
- 日本写真映像専門学校
- 近畿測量専門学校
- 中央学園高等専修学校
- 中央ITビジネス専門学校

#### 東成区
- 大阪情報専門学校
- 森ノ宮医療学園専門学校
- 大阪ペピイ動物看護専門学校

#### 東淀川区
- 日本理工情報専門学校
- 日本コンピュータ専門学校
- 日本メディカル福祉専門学校

#### 平野区
- 関西情報工学院専門学校

#### 福島区
- 英風女子高等専修学校
- 大阪ITプログラミング&会計専門学校
- 独立行政法人地域医療機能推進機構大阪病院附属看護専門学校
- 大阪法律公務員専門学校
- 大阪動物専門学校
- 大阪ブレーメン動物専門学校

#### 都島区
- ユービック情報専門学校
- 近畿社会福祉専門学校
- 北大阪福祉専門学校

#### 淀川区
- 大阪文化服装学院
- 大原簿記専門学校大阪校
- 大阪医療秘書福祉＆IT専門学校
- 大阪保育こども教育専門学校
- 大阪歯科衛生学院専門学校
- 淀川区医師会看護専門学校
- 新大阪歯科技工士専門学校
- 東洋医療専門学校
- 大阪医療福祉専門学校
- 履正社国際医療スポーツ専門学校
- 新大阪歯科衛生士専門学校
- 大阪ビューティーアート専門学校
- 大阪コミュニティワーカー専門学校
- 大阪保健福祉専門学校
- 大阪こども専門学校
- 大阪ハイテクノロジー専門学校
- 大阪リゾート＆スポーツ専門学校
- 大原法律公務員＆スポーツ専門学校大阪校
- 大阪ウェディング＆ブライダル専門学校
- 大阪アミューズメントメディア専門学校

### 堺市

#### 北区
- 清恵会医療専門学院
- 独立行政法人労働者健康安全機構大阪労災看護専門学校
- 大精協看護専門学校
- 堺看護専門学校
- 小出美容専門学校

#### 堺区
- 桂make-upデザイン専門学校
- 公益財団法人浅香山病院看護専門学校
- 泉州看護専門学校
- 清恵会第二医療専門学院
- 堺歯科衛生士専門学校

#### 中区
- 専門学校ベルランド看護助産大学校

#### 西区
- 阪和鳳自動車工業専門学校
- 近畿コンピュータ電子専門学校
- 大阪航空専門学校
- 八洲学園高等専修学校

#### 美原区
- 美原看護専門学校

### 泉大津市
- 泉大津市医師会附属看護高等専修学校
- 大阪調理製菓専門学校
- 大阪健康ほいく専門学校

### 泉佐野市
- 泉佐野泉南医師会看護専門学校

### 大阪狭山市
- ホンダテクニカルカレッジ関西
- 近畿大学附属看護専門学校

### 貝塚市
- 河﨑会看護専門学校
- 大阪社会福祉専門学校

### 岸和田市
- 大阪技能専門学校
- 岸和田市医師会看護専門学校
- 久米田看護専門学校
- 国際東洋医療学院

### 四條畷市
- 四条畷看護専門学校
- 阪奈中央リハビリテーション専門学校

### 三島郡
- 大阪保育福祉専門学校

### 吹田市
- 明治東洋医学院専門学校
- キャットミュージックカレッジ専門学校
- 大阪アニメーションカレッジ専門学校

### 摂津市
- 医療法人髙寿会近畿リハビリテーション学院

### 高石市
- 南海福祉看護専門学校

### 高槻市
- 愛仁会看護助産専門学校
- 高槻市医師会看護学校

### 豊中市
- 中央工学校OSAKA
- 北斗会看護専門学校
- 大阪医療看護専門学校
- OSJとよなかケアスクール
- 駿台観光アンド外語ビジネス専門学校

### 富田林市
- PL学園衛生看護専門学校

### 東大阪市
- 鴻池学園高等専修学校
- 日本歯科学院専門学校
- 日本医療学院専門学校
- 小阪病院看護専門学校
- 鴻池生活科学専門学校

### 枚方市
- 近畿情報高等専修学校
- 関西看護専門学校
- 香里ヶ丘看護専門学校

### 箕面市
- 箕面学園福祉保育専門学校
- 履正社スポーツ専門学校北大阪校

### 守口市
- パナソニック健康保険組合立松下看護専門学校

### 門真市
- 国際ビジネスデザイン専門学校

### 河内長野市
- 錦秀会看護専門学校